# Zenonas Mikutis
Zenonas Mikutis (*  4. September 1961 in Bilioniai, Rajongemeinde Šilalė) ist ein litauischer Politiker.

## Leben
Nach dem Abitur in Laukuva an der Norbertas-Vėlius-Mittelschule (jetzt Gymnasium) absolvierte er 1984 das Diplomstudium der Physik am Pedagoginis institutas in Šiauliai und wurde Lehrer. Er arbeitete am Forschungslabor als Laborant. Von 1985 bis 1992 war er Lehrer in der technischen Berufsschule Kelmė, ab 1994 im eigenen Unternehmen. Von 2004 bis 2008 war er Mitglied im Seimas. 2007 und von 2009 bis 2011 war er Mitglied im Rat der Rajongemeinde Kelmė.
Seit 2003 ist er Mitglied der Darbo partija.
Er ist verheiratet. Mit seiner Frau Leonora hat er die Tochter Jurgita und den Sohn Andrius.